# PocketStation
De PocketStation is een door Sony Computer Entertainment ontwikkelde miniatuurspelcomputer als randapparaat voor de PlayStation en is uitsluitend in Japan uitgebracht op 23 januari 1999. Het beschikt over een lcd-scherm, geluid, tijdsaanduiding (klok) en infraroodcommunicatiemogelijkheid. Het kan ook als een standaard geheugenkaart voor de PlayStation worden gebruikt.
De spellen voor de PocketStation worden op dezelfde schijven opgeslagen als spellen voor de PlayStation. Spellen ontwikkeld voor de PocketStation kunnen PlayStation-spellen uitbreiden met meer spelopties, bijvoorbeeld het trainen van personages in een favoriet spel. Ook kunnen er zelfstandige spellen (spellen die niet zijn bedoeld om extra spelopties vrij te geven) voor de PocketStation gedownload worden.
Als de PocketStation als geheugenkaart wordt gebruikt dan kunnen spelgegevens uitgewisseld worden met PlayStations. Met behulp van de ingebouwde infrarode gegevenslink kunnen er multiplayergames worden gespeeld.

## Specificaties
- Processor: ARM7T 32 bit-RISC-processor
- Geheugen: SRAM 2K bytes, Flash RAM 128K bytes
- Grafisch: 32x32 beeldpunten, monochrome lcd-weergave
- Geluid: 1 12 bit-PCM-miniatuurluidspreker
- Bedieningsknoppen: 5 invoerknoppen en 1 resetknop
- Infraroodcommunicatie: bi-directionaal (ondersteund op IrDA-gebaseerde conventionele afstandsbedieningen)
- Indicatielamp: 1 led-indicatielamp
- Batterij: 1 Lithium batterij (CR 2032)
- Overige functies: kalender, identificatienummer
- Afmetingen: 94x42x13,5 mm (lengte x breedte x hoogte)
- Gewicht: 30g (inclusief batterij)

## Computerspellen
- Arc the Lad III
- Crash Bandicoot: Warped (Japanse versie)
- Dance Dance Revolution (Japanse 3e mix, 4e mix en 5 mix)
- Final Fantasy VIII (Amerikaanse en Japanse versie)
- Grandia (Japanse versie)
- Legend of avatar
- Metal Gear Solid: Integral
- PaQa
- Pi to Mail
- Pocket Jiman
- Pocket Muumuu
- Racing Lagoon
- ²Ridge Racer Type 4 (Japanse versie)
- Rockman Complete Works 1-6
- SaGa Frontier 2
- Spyro the Dragon (Japanse versie)
- Saru! Gettchu! (Ape Escape, Japanse versie)
- Street Fighter Zero 3 (Japanse versie)
- Tokimeki Memorial 2
- Tron Ni Kobun (The Misadventures of Tron Bonne)